# Bias (elettrotecnica)
I bias (etimologia incerta) in elettrotecnica sono disturbi sistematici che alterano un valore di riferimento, la misura e la correzione (mediante dispositivi elettrici, magnetici o meccanici) degli stessi; per esempio, una tensione anomala ricorrente in un tratto di linea telegrafica.
La causa può essere nell'infrastruttura o nel sistema di trasmissione.

## Descrizione
Si parla in particolare di bias nel campo delle tecniche di riproduzione del suono, per correggere le distorsioni: in particolare è un segnale ad alta frequenza aggiunto a quello registrato su di un nastro magnetico (come nel caso della polarizzazione del nastro magnetico).
Si parla anche di bias o polarizzazione nei circuiti elettronici di amplificazione dei segnali audio, sia realizzati a valvole che allo stato solido. Nei circuiti amplificatori a stato solido, ed in particolare in quelli funzionanti in classe AB, il bias ha la funzione di eliminare la distorsione di crossover, che è un'alterazione della forma d'onda del segnale che avviene quando l'inviluppo del segnale passa per lo zero (crossover region). Essendo i circuiti a stato solido realizzati con transistor bipolari, la loro conduzione ha una caduta fissa di circa 0.6 V, il che significa che i segnali tra +0.6 V e -0.6 V non vengono amplificati, creando così la distorsione di crossover. Il bias applica, tramite un circuito, una leggera polarizzazione che porta i transistor al di sopra di tali soglie e fa quindi sì che l'amplificazione sia lineare anche nella regione di crossover. L'entità di tale polarizzazione si regola con un controllo di tipo semifisso detto "bias trimmer" e va regolato da un tecnico specializzato che valuta con l'ausilio di un multimetro o di un oscilloscopio, che il valore sia corretto. Valori troppo bassi del bias portano a leggere distorsioni di crossover, mentre valori troppo alti,pur non avendo effetto sull'amplificazione del segnale, portano ad un anomalo surriscaldamento dei transistor finali, che verrebbero a quel punto quasi forzati a lavorare in classe A.
La particolarità dei transistor di possedere una deriva termica positiva, ovvero la caratteristica di aumentare la propria conducibilità elettrica al salire della temperatura in maniera del tutto autonoma, fa sì che i circuiti di regolazione del bias negli amplificatori a stato solido incorporino obbligatoriamente un sistema di compensazione del bias a caldo, senza il quale il circuito tende ad autodistruggersi per surriscaldamento (effetto valanga).
Nei circuiti amplificatori a valvole il bias ha una funzione analoga, ma va regolato con molta più attenzione date le alte tensioni in gioco, nel ordine dei 400-500 V in corrente continua. In questi circuiti il bias trimmer applica una tensione negativa rispetto alla massa alla griglia controllo delle valvole finali, regolando quindi la corrente anodica al valore corretto per far lavorare la valvola finale nella sua caratteristica più lineare, ma soprattutto senza superare i valori di dissipazione termica della valvola indicati dal costruttore nell'apposito datasheet. La regolazione deve essere fatta finemente in quanto una variazione anche di solo 50 mA in un circuito anodico operante a 450 V provoca una variazione della dissipazione di circa 20 W, in grado di distruggere per surriscaldamento degli anodi le valvole finali. Un valore troppo basso di bias porta, come nei circuiti a stato solido, ad una distorsione di crossover, mentre un valore troppo alto può distruggere le valvole finali, senza alcun beneficio sonoro. Per contro, non è necessario alcun circuito di compensazione termica del bias, come invece avviene negli amplificatori a stato solido.
Nonostante venga data un'importanza notevole alla regolazione del bias rispetto alla resa sonora, esso rimane prima di tutto un parametro tecnico non così in grado di influenzare la resa sonora di un circuito, che è data principalmente dal trasformatore di uscita, dai componenti e dalla tipologia del circuito stesso.
Nella radiodiffusione via satellite, è il meccanismo di controllo che seleziona, agendo sulla tensione, la polarizzazione del dispositivo LNB dell'apparecchio ricevente, permettendo la ricezione di un numero doppio di segnali.